# Karel Horálek
Karel Horálek (4. listopadu 1908 Rajhrad u Brna – 26. srpna 1992 Praha) byl český jazykovědec, slavista, paleoslovenista, bulharista, literární vědec a historik, folklorista, textolog, lexikograf, versolog, vysokoškolský pedagog, člen korespondent ČSAV.

## Život
Po maturitě na reálném gymnáziu (1927) několik let pracoval jako kreslič v grafickém závodě v Brně, v letech 1935–1939 studoval na FF MU češtinu, filozofii a slovanskou filologii, poté krátce zůstal v jejím svazku jako asistent.
V rámci represí po 17. listopadu 1939 byl zatčen a šest měsíců vězněn v koncentračním táboře Oranienburg, od srpna 1940 do září 1945 byl zaměstnán v Kanceláři Slovníku jazyka českého. V květnu 1941 se stal členem Pražského lingvistického kroužku.
 Po válce vstoupil do KSČ a členem strany zůstal i po roce 1968 v období normalizace.
V roce 1945 získal na FF MU doktorát filozofie (disertační práci Rajhradské Martyrologium Adonis předložil a obhájil již před svým zatčením v roce 1939) a nastoupil na Filozofickou fakultu Univerzity Karlovy, kde v roce 1946 habilitoval, následně byl jmenován docentem (1946–1947) a od 1947 profesorem slovanské jazykovědy. Na FF UK zastával různé pozice, byl proděkanem, ve čtyřech funkčních obdobích děkanem tehdejší filologické fakulty (1955–1959), vedoucím katedry slavistiky (1951–1971). Od května 1970 byl členem „zdravého jádra" komunistů na filozofické fakultě. V roce 1956 byl zvolen členem korespondentem ČSAV, od roku 1972 do 1978 působil ve funkci ředitele Ústavu pro jazyk český ČSAV, v dalších letech jako vědecký konzultant Ústavu pro českou a světovou literaturu ČSAV.
Vedle plnění pedagogických povinností a s nimi spojeným výkonem akademických funkcí vyvíjel intenzivní organizátorskou domácí i zahraniční vědeckou činnost, byl členem Mezinárodní komise folkloristické, Komise pro dějiny slavistiky při Mezinárodním komitétu slavistů, působil v redakčních radách časopisů Slovo a slovesnost a Slavia. V letech 1940–1945 se podílel na přípravě Příručního slovníku jazyka českého, uspořádal, redigoval a vydal Velký rusko-český slovník (1952–1964 s B. Havránkem a L. V. Kopeckým) a Česko-ruský slovník (1958 s B. Ilkem a L. V. Kopeckým). Patřil k čelným českým lingvistům druhé poloviny 20. století.

## Ocenění
Byl nositelem Řádu práce (1969), stříbrné (1968) a zlaté (1983) Plakety Josefa Dobrovského, bulharského Řádu Cyrila a Metoděje a Herderovy ceny.

## Dílo
Centrem jeho vědeckého zájmu byly všechny obory slavistiky, zejména paleoslovenistika, slovanská jazykovědná komparistika v historických i současných kontextech, bohemistika, balkanistika (se zvláštním zřetelem k bulharistice), sémiotika, fonologie, problémy textové kritiky, slovanský lidový i umělý verš a folklor. Zabýval se rovněž obecnou teorií a filozofií jazyka i teorií překladu. Patřil k průkopníkům marxisticky orientované jazykovědy a marxistické metodologie v jazykovědě.
Publicisticky přispěl do řady sborníků, jeho vědecké práce vycházely od roku 1939 v řadě domácích odborných časopisú (v abecedním řazení) Acta Academiae Velehradensis, Acta Universitatis Carolinae-Philologica a Slavica Pragensia, Bulletin Ústavu ruského jazyka a literatury, Bulletin Vysoké školy ruského jazyka a literatury, Byzantinoslavica, Časopis pro moderní filologii, Česká literatura, Československá rusistika, Dialog, Estetika, Jazykovědné aktuality, Listy filologické, Naše doba, Naše řeč, Naše věda, Ruský jazyk, Slavia, Slovanské štúdie (Bratislava), Slovenská reč (Bratislava), Slovo a slovesnost, Sovětská věda-jazykověda i zahraničních slavistických a folkloristických periodik Bălgarski ezik (Sofia), Die Welt der Slaven (Wiesbaden), Fabula (Berlín),  Linguistics (Haag), Literatura ludowa (Varšava), Revue des études slaves (Paříž), Umjetnost riječi (Záhřeb), Voprosy jazykoznanija (Moskva), Wiener slawistisches Jahrbuch.

## Publikace
- Studie o slovanském verši, 1946
- Ruština – učebnice s L. V. Kopeckým a dalšími, 1947
- Význam Savviny knigy pro rekonstrukci staroslověnského překladu evangelia, 1948
- Staré veršované legendy a lidová tradice, 1948
- K dějinám tekstu staroslověnského evangelia, 1948
- Velký rusko-český slovník, 1952 – 1964, spolu s L. V. Kopeckým, B. Havránkem a kolektivem
- Základy staroslověnštiny, 1953
- O jazyce literárních děl Aloise Jiráska, 1953
- Evangeliáře a čtveroevangelia – Příspěvky k textové kritice a k dějinám staroslověnského překl. evangelia, 1954
- Přehled vývoje českého a slovenského verše, 1957
- Kapitoly z teorie překládání, 1957
- Úvod do studia slovanských jazyků, 1962
- Studie o slovanské lidové poezii, 1962
- Slovanské pohádky, 1964
- Pohádkoslovné studie, 1964
- Studie ze srovnávací folkloristiky, 1966
- Filosofie jazyka, 1967
- Základy slovanské metriky, 1977
- Folklór a světová literatura, 1979
- Studie o populární literatuře českého obrození, 1990